# Amblar
Amblar és un antic municipi italià, dins de la província de Trento. L'any 2007 tenia 213 habitants. Limitava amb els municipis de Kaltern an der Weinstraße (BZ), Cavareno, Don, Romeno, Sfruz, i Tramin an der Weinstraße (BZ).
L'1 de gener 2016 es va fusionar amb el municipi de Don creant així el nou municipi d'Amblar-Don, del qual actualment és una frazione.

## Administració
| Període | Identitat        | Partit        |
| ------- | ---------------- | ------------- |
| 2008-   | Bruna Pellegrini | Llista cívica |